# ファノ因子
ファノ因子（Fano factor）とは、変動係数同様に、確率論と統計学における確率分布のばらつきの指標である。
ファノ因子の定義は次のとおりである。
{\displaystyle F={\frac {\sigma _{W}^{2}}{\mu _{W}}}}
上式の{\displaystyle \sigma _{W}^{2}}はある確率過程の時間窓 {\displaystyle \mu _{W}} における分散、{\displaystyle \mu _{W}} は平均値である。ファノ因子は一種のSN比とみなすことができる。ある時間窓の間に事象が起こる回数が確率的に決まるような場合に、ファノ因子は確率変数の見積もりに対する信頼性の指標となる。
時間窓を無限に長く選んだ場合、ファノ因子は変動係数と等しくなる。
検出器におけるファノ因子は衝突によるエネルギー損失によって決まるが、この過程は大元の統計に完全に従うわけではない。ある原子がイオン化される方法の数は電子殻の占有状態によって制限されるため、電荷を発生させる過程のそれぞれは、互いに独立に起こることができないのである。その結果、最終的に得られるエネルギー分解能は、元の統計から予想されるよりも高くなる。